# Wizica
Wizica (bułg. Визица) – wieś w Bułgarii, w obwodzie Burgas, w gminie Małko Tyrnowo. W 2023 roku liczyła 53 mieszkańców.